# Брати Гадюкіни
Брати Гадюкіни (рус. Братья Гадюкины) — советская и украинская рок-группа. Особенности стиля группы — припанкованные украинские тексты и музыка различных стилей, таких как блюз, рок-н-ролл, рэгги, фанк и т. п.

## История
Группа собралась в 1988 году в городе Львове в результате объединения нескольких групп. Первый состав: Сергей «Кузя» Кузьминский (вокал, клавишные, песни); Александр «Шуля» Емец (саксофон); Андрей Партика (гитара); Михаил Лундин (барабаны); Александр Гамбург (бас, вокал). Название группы придумал Александр Емец; оно происходит от имени одного из персонажей рассказа «Смерть шпиона Гадюкина», написанного советским детским писателем Виктором Драгунским, который был популярен в 1960-х годах.
В 1989 году группа приняла участие в московском фестивале «Сырок-89». Язык, на котором исполнялись песни, — это смесь поднестровского диалекта, отдельных польских и русских слов, произнесённых с лемковским акцентом.
После этого была подготовлена полностью украиноязычная программа «Наш ответ Кобзону». В мае 1989 года «Гадюкины» записали свой первый альбом «Всьо чотко!», а затем ещё пять песен для Вики Врадий. На фестивале «Червона рута» в Черновцах «Братья Гадюкины» были вторыми после Вики Врадий. В декабре 1989 года Алла Пугачёва пригласила «Братьев» на шоу «Рождественские встречи». Основателя группы Александра Емца, который ещё летом вышел из группы, заменили клавишником Игорем «Колбасиком» Мельничуком. В новом составе в Москве заново переписывается альбом «Всьо чотко!» и начинается работа над новым — «Говорить Москва!», по ряду причин так и не завершённым.
Новую программу «Братья Гадюкины» создавали постепенно: музыкально они возвращались к корням — к чёрному ритм-н-блюзу, на сцене же все больше внимания уделялось шоу, представленному кордебалетом и медной секцией (Олег Качечка, Богдан Ватащук, Степан Коваль). В 1991 году группу покидает Александр Гамбург. Музыкальной карьере он предпочел карьеру профессионального архитектора. Тогда же появился новый клавишник Павел Крахмалёв, Мельничук переключился на бас. В декабре состоялась презентация нового альбома «Ми хлопці з Бандерштату», через полгода «Аудио Украина» выпустила виниловую пластинку в продажу.
«Братья Гадюкины» тем временем превратились в творческое объединение во главе с Еленой Мархасёвой, дав приют ещё трём украинским группам — «Плач Єремії», «Мертвий Півень», «Клуб шанувальників чаю». В сентябре 1992 года «Гадюкины» провели рок-акцию — концерт-марафон «Не пропьем Украину» и на полтора года замолчали. В начале 1994 года группа снова собралась и записала несколько песен, правда, без Сергея Кузьминского, который тогда лечился в Бельгии от наркотической зависимости.
В июле 1994 года «Братья Гадюкины» уже в полном составе представили фрагменты новой программы «Було не любити»; она была записана до конца года в студии «Тритон» (звукорежиссёр Роман Люзан). В начале 1995 года «Братьев» покинули Юлия Донченко и гитарист Андрей Партика (вместе они создали проект «Гавайские гитары»). Некоторое время гитариста подменял Геннадий Вербяный из «Рудольф Дизеля» после того, как нового саксофониста Богдана Юра забрали в армию.
В декабре 1995 года «Гадюкины» начали запись нового альбома «Бай, бай, мила» и параллельно (в третий раз) переписали для компакт-диска альбом «Всьо чотко!». В промежутках между записями Сергей Кузьминский (уже как DJ Pubert) и бэк-вокалистка ЭмСи Лайла Лиля Павлык работают диджеями на радио «Столица. Программа Трансмутация».
С начала 1997 года Крахмалёв и Мельничук создали собственную студию звукозаписи «Гадюкины Рекордс» в Киеве. Они писали музыку для фильмов, телесериалов, рекламных роликов и программ.
В 1997—2013 годах Крахмалёв и Мельничук являлись музыкальными продюсерами музыкального оформления заставок и передач телеканала «1+1». Также принадлежат музыкальное оформление развлекательных каналов «СТС» (Россия) (2002—2005) и «ТЕТ» (Украина).
Весной 2000 года лейбл «Rostok Records» выпустил на компакт-диске альбом «НА!ЖИВО» с концертными записями 1994—1995 годов. Позже были переизданы и альбомы «Ми хлопці з Бандерштадту» и «Було не любити».
В 2006 году группа возобновила концертную деятельность, дав концерт в Киеве.
3 августа 2009 года после продолжительной борьбы с тяжёлой болезнью (рак гортани), в возрасте 46 лет ушел из жизни лидер группы Сергей «Кузя» Кузьминский. Был похоронен 6 августа во Львове на Лычаковском кладбище.
В 2014 году группа собирается для записи альбома «MADE IN UKRAINE».

## Состав

### Текущий состав
- Михаил Лундин — барабаны, вокал (1988—1996, 2006—2009, 2011, 2014—н. в.)
- Игорь Мельничук — бас-гитара, вокал (1991—1996, 2006—2009, 2011, 2014—н. в.), клавиши (1989—1991)
- Павел Крахмалёв — клавиши, вокал (1991—1996, 2006—2009, 2011, 2014—н. в.)
- Андрей Скачко — гитара (2014—н. в.; сессионно: 2006—2009, 2011, 2014)
- Владимир Михальченко — барабаны, перкуссия (2014—н. в.; сессионно: 2011)
- Алёна Романовская — бэк-вокал (2014—н. в.; сессионно: 2006—2009, 2011)
- Неля Цапенко — бэк-вокал (2014—н. в.)

### Бывшие участники
- Александр Емец — саксофон (1988—1989)
- Владимир Постниченко — барабаны (1988)
- Сергей Кузьминский — вокал, клавиши (1988—1996, 2006—2009, умер в 2009 году)
- Александр Гамбург — бас-гитара, вокал (1988—1991)
- Андрей Партыка — гитара (1988—1995)
- Олег Качечка — труба (1991—1992)
- Богдан Ватащук — тромбон (1991—1992)
- Степан Коваль — саксофон (1991—1992)
- Эрнест Хрептик — гитара на концертах (1991—1992)
- Юлия Донченко — бэк-вокал (1994—1995)
- Богдан Юра — саксофон на концертах (1994—1995)
- Лилия Павлык-Кувалдина — бэк-вокал (1994—1996, 2006—2009, 2011, 2014—2017)
- Геннадий Вербяный — гитара, бэк-вокал (1995—1996, 2006—2009, 2011, 2014)

## Дискография
- 2014 — «Made In Ukraine»
- 2011 — «Я вернувся домів», трибьют-альбом, подготовлен для концерта памяти Сергея Кузьминского. Альбом в продажу не поступал и использовался исключительно в качестве промо, 2011 г.
- 2007 — «Краще», сборник 2007 г.
- 2007 — «Love Story», сборник любовных песен в новом исполнении 2007 г.
- 2006 — «Вродило» Live, Киевский Дворец Спорта, 2006 г.
- 2006 — «Live à Bruxelles». Live, Брюссель, 1992 г.
- 2000 — «НА!ЖИВО». Концертные записи 1994—1995 годов.
- 1996 — «Щасливої дороги! (Бай, бай, мила!)».
- 1994 — «Було не любити».
- 1991 — «Ми хлопці з Бандерштадту».
- 1989 — «Всьо чотко!».

## Цитаты
- «В отличие от многих российских коллег чайфного разлива, „Братья Гадюкины“ не стали профессионалами в процессе развития — они вывалились на сцену в полном расцвете сил, как дикие Карлсоны, прилетевшие, чтобы сорвать Малышам крыши»[1] — Александр Дельфинов, 2009.

## Группы-побратимы
- Пекин Роу-Роу (Ростов-на-Дону)[2]